# Asian Indoor & Martial Arts Games 2017/Tennis
Bei den Asian Indoor & Martial Arts Games 2017 in Aşgabat wurden vom 17. bis 27. September 2017 fünf Wettbewerbe im Tennis ausgetragen.

## Wettbewerbe und Zeitplan
Insgesamt fünf Wettbewerbe wurden im Rahmen der Spiele im Tennissport ausgetragen. Dazu zählten die jeweiligen Einzel- und Doppelkonkurrenzen sowie der Mixedwettbewerb.
| Datum        | So. 17.     | Mo. 18.     | Di. 19.     | Mi. 20.      | Do. 21.       | Fr. 22.       | Sa. 23.       | So. 24.       | Mo. 25.    | Di. 26. | Mi. 27. |
| ------------ | ----------- | ----------- | ----------- | ------------ | ------------- | ------------- | ------------- | ------------- | ---------- | ------- | ------- |
| Herreneinzel | Erste Runde | Erste Runde | Erste Runde | Achtelfinale | Achtelfinale  | Viertelfinale | Viertelfinale | Halbfinale    | Halbfinale |         | Finale  |
| Herrendoppel |             |             |             | Erste Runde  | Erste Runde   | Erste Runde   |               | Viertelfinale | Halbfinale | Finale  |         |
| Dameneinzel  | Erste Runde | Erste Runde | Erste Runde | Achtelfinale | Achtelfinale  | Viertelfinale | Viertelfinale |               | Halbfinale | Finale  |         |
| Damendoppel  |             |             |             |              | Erste Runde   |               | Viertelfinale |               | Halbfinale | Finale  |         |
| Mixed        |             |             |             | Erste Runde  | Viertelfinale | Viertelfinale | Halbfinale    |               | Finale     |         |         |

## Herren

### Einzel
| Platz | Land       | Spieler         |
| ----- | ---------- | --------------- |
| 1     | Indien     | Sumit Nagal     |
| 2     | Indien     | Vijay Natarajan |
| 3     | Usbekistan | Sanjar Fayziyev |
| 3     | Usbekistan | Farrux Doʻstov  |

### Doppel
| Platz | Land       | Spieler                                |
| ----- | ---------- | -------------------------------------- |
| 1     | Indien     | Vijay Natarajan Vishnu Vardhan         |
| 2     | Kasachstan | Timur Chabibulin Denis Jewsejew        |
| 3     | Hongkong   | Wong Chun-hun Wong Hong-kit            |
| 3     | Thailand   | Nuttanon Kadchapanan Patcharapol Kawin |

## Damen

### Einzel
| Platz | Land       | Spielerin              |
| ----- | ---------- | ---------------------- |
| 1     | Indonesien | Beatrice Gumulya       |
| 2     | Indonesien | Aldila Sutjiadi        |
| 3     | Thailand   | Chompoothip Jundakate  |
| 3     | Thailand   | Patcharin Cheapchandej |

### Doppel
| Platz | Land              | Spielerin                                 |
| ----- | ----------------- | ----------------------------------------- |
| 1     | Thailand          | Tamachan Momkoonthod Varunya Wongteanchai |
| 2     | Indien            | Ankita Raina Prarthana Thombare           |
| 3     | Indonesien        | Jessy Rompies Lavinia Tananta             |
| 3     | Chinesisch Taipeh | Chang Hsiao-yun Wei Ting-chieh            |

## Mixed
| Platz | Land       | Spieler/in                                  |
| ----- | ---------- | ------------------------------------------- |
| 1     | Thailand   | Nuttanon Kadchapanan Nicha Lertpitaksinchai |
| 2     | Indien     | Vishnu Vardhan Prarthana Thombare           |
| 3     | Usbekistan | Sanjar Fayziyev Arina Folts                 |
| 3     | Indonesien | Muhammad Rifqi Fitriadi Deria Nur Haliza    |

## Medaillenspiegel
| Platz | Land              | Gold | Silber | Bronze | Gesamt |
| ----- | ----------------- | ---- | ------ | ------ | ------ |
| 01    | Indien            | 2    | 3      | —      | 5      |
| 02    | Thailand          | 2    | —      | 3      | 5      |
| 03    | Indonesien        | 1    | 1      | 2      | 4      |
| 04    | Kasachstan        | —    | 1      | —      | 1      |
| 05    | Usbekistan        | —    | —      | 3      | 3      |
| 06    | Chinesisch Taipeh | —    | —      | 1      | 1      |
| 06    | Hongkong          | —    | —      | 1      | 1      |